# 克林特·曼塞爾
克林特·曼塞爾（英語：Clint Mansell，1963年1月7日—），全名克林頓·達里爾·曼塞爾（Clinton Darryl Mansell），是英國音樂家、作曲家，為英國樂團「Pop Will Eat Itself」的前任主唱兼吉他手。1996年樂團解散後，曼塞爾受導演戴倫·艾洛諾夫斯基之邀為他的首部電影作品《死亡密碼》譜曲，因而接觸、投入電影配樂。曼塞爾隨後為艾洛諾夫斯基的第二部電影《夢之安魂曲》配樂，獲得好評，其中電影主題曲〈永恆之光〉（Lux Aeterna）更大受歡迎，時常在廣告和電影預告片中被引用。
曼塞爾曾以2006年電影配樂作品《真愛永恆》獲得第64屆金球獎最佳配樂。他的其他著名作品包括：《2009月球漫游》、《五路追殺令》、《力挽狂瀾》和《黑天鵝》。

## 電影與電視劇配樂作品
- 《死亡密碼》（Pi），1998年
- 《夢之安魂曲》（Requiem for a Dream），2000年
- 《世界行者》（World Traveler），2001年
- 《鬼地方》（The Hole），2001年
- 《街頭霸王》（Knockaround Guys），2001年
- 《失魂落魄》（Abandon），2002年
- 《拿命線索》（[Murder by Numbers），2002年
- 《裸男快遞》（Sonny），2002年
- 《The Hire》，2002年
- 《11點14分》（11:14），2003年
- 《罪魁禍首》（Suspect Zero），2004年
- 《撒哈拉》（Sahara），2005年
- 《毀滅戰士》（Doom），2005年
- 《真愛永恆》（The Fountain）（金球獎提名），2006年
- 《相信你的男人》（Trust the Man），2006年
- 《五路追殺令》（Smokin' Aces），2006年
- 《暴風驚魂夜》（Wind Chill），2007年
- 《In The Wall》，2007年
- 《愛情三選一》（Definitely, Maybe），2008年
- 《力挽狂瀾》（The Wrestler），2008年
- 《血戰：最後的吸血鬼》（Blood: The Last Vampire），2009年
- 《2009月球漫游》（Moon），2009年
- 《克格勃無間事件》（L'affaire Farewell），2009年
- 《愛情逆轉勝》（The Rebound），2009年
- 《黑天鵝》（Black Swan）（葛萊美獎提名），2010年
- 《誘惑·夜》（Last Night），2010年
- 《限時絕殺》（Faster），2010年
- 《曼聯》（United），2011年
- 《質量效應3》（Mass Effect 3），2012年
- 《慾謀》（Stoker），2012年
- 《摩天樓》（High-Rise），2015年
- 《黑鏡》（Black Mirror），2016年
- 《攻殼機動隊》（Ghost in the Shell），2017年
- 《至爱梵高·星空之谜》（Loving Vincent），2017年
- 《默》（Mute），2018年
- 《混蛋科林，新年快乐》（Happy New Year, Colin Burstead），2018年
- 《突如其来》（Out of Blue），2018年
- 《蝴蝶梦》（Rebecca），2020年
- 《地表惊旅》（In the Earth），2021年
- 《行骗高手》（Sharper），2023年
- 《血爱成河》（Love Lies Bleeding），2024年

## 外部連結
- 官方网站
- 克林特·曼塞爾在互联网电影资料库（IMDb）上的資料（英文）